# Ин Сопхеап
Ин Сопхеап (кхмер. អ៊ីន សុភាព), революционный псевдоним — Ми (англ. មី)  — камбоджийский революционер, дипломат, участник движения Красных Кхмеров. 

## Биография
Ин Сопхеап родился 7 января 1943 года в деревне Пеам Пратхнуоух, коммуна Кахсотин, округ Кахсотин, провинция Кампонгтям, Камбоджа. По происхождению — камбоджиец. Отец — Ин Чан (кхмер. អ៊ីន ចន), мать — Унг Чхиеу Ким (кхмер. Ung Chhieu Kim). В 1968 году окончил факультет естественных наук Королевского университета Камбоджи со степенью магистра математики. В том же году отправился на учебу в Францию, где в 1971 году окончил Центральную школу искусств и мануфактур со степенью магистра наук.
В 1973 году покинул Францию и эмигрировал в КНР, где вступил в Национальный единый фронт Кампучии, образованный свергнутым Сиануком.
В момент взятия Пномпеня Красными Кхмерами в 1975 году находился в Ханое. Вскоре вернулся в Камбоджу и до начала вьетнамской интервенции в декабре 1978 года работал высокопоставленным сотрудником министерства иностранных дел (B-1). За несколько дней до взятия Пномпеня вьетнамскими войсками бежал из города вместе с другими руководителями режима. 11 января направлялся в Пекин вместе с министром иностранных дел — Иенгом Сари. Посол Камбоджи (Демократической Кампучии) в Каире (1984—1993).
Участвовал в переговорах по урегулированию камбоджийского конфликта, результатом которых стало заключение в 1991 году Парижских соглашений. Два года спустя Красные Кхмеры бойкотировали проведенные ООН выборы — с этого момента Ин Сопхеап находился в подконтрольных полпотовцам районах на северо-западе страны. Участвовал в работе «правительства в изгнании», сформированного Красными Кхмерами в 1994 году в ответ на восстановление монархии.
После своего бегства из рядов Красных Кхмеров в июне 1998 года Ин Сопхеап ушел из политики. Проживал со своей семьей в доме на окраине города Пайлин. Во время судебного процесса над руководителями режима Красных Кхмеров проходил в качестве свидетеля.

## Личная жизнь
Супруга — Пхо Рум. Отец четырех детей. По вероисповеданию — буддист. Свободно владеет английским и французским языками.